# 宗矢樹頼
宗矢 樹頼（そうや しげのり、1960年7月11日 - ）は、日本の男性声優、元落語家。長野県出身。81プロデュース所属。

## 略歴
24歳の時に噺家を志し、六代目三遊亭圓窓に入門して「三遊亭 窓矢（さんゆうてい そうや）」と名乗る。その5年後に噺家を廃業。
フリー期間を経て81プロデュースに所属。企画会社の経営も行っている。

## 人物
趣味・特技は落語、犬を見つけること。

## 出演
太字はメインキャラクター。

### テレビアニメ
1996年
- 爆走兄弟レッツ&ゴー!!（ギャングA、大神博士の助手D）

1997年
- エルフを狩るモノたちII（観光客、監視員、校長、町民、天文学協会員）
- はれときどきぶた（電気屋の源さん、工事のおじさん、ディレクター）

1998年
- 太陽の子エステバン（BS版）（オルメカ人）
- 超速スピナー（1998年 - 1999年、北条院聖斗の父）
- Night Walker -真夜中の探偵-（ナンパ男、露天商）
- YAT安心!宇宙旅行（ジャンの父）

1999年
- KAIKANフレーズ（雪文の父）
- 金田一少年の事件簿（椎名克久、春菜の父）
- 装甲救助部隊レストル（キャプテン）
- 名探偵コナン（1999年 - 2014年、高橋弘昌、辻元由紀彦、漆屋倫平）
- モンキーマジック（華提）
- ONE PIECE（1999年 - 、モージ、バジル・ホーキンス）

2000年
- 銀装騎攻オーディアン（スクルラッド隊長）
- ゲートキーパーズ（警官）
- 最遊記シリーズ（2000年 - 2004年、看守、大男、亥郭、義父） - 2シリーズ
- ゾイド -ZOIDS-（ベレ少尉）

2001年
- 犬夜叉（2001年 - 2004年、家臣、和尚）
- 旋風の用心棒（銀鱶次郎）
- Z.O.E Dolores, i（管制官局長、社長）

2002年
- アソボット戦記五九（じいさん）
- Weiß kreuz Glühen
- キディ・グレイド（Cフォース隊長）
- デュエル・マスターズ（理事A）
- 東京アンダーグラウンド（羅、番長、村人、追手）
- フルメタル・パニック!（2002年 - 2003年、バンカーヒル艦長、TVドラマの先生） - 2シリーズ
- 炎の蜃気楼（加助）

2003年
- E'S OTHERWISE（議長）
- 君が望む永遠（校長）
- スクラップド・プリンセス（大熊亭主人）
- LAST EXILE（キャンベル、デュシス参謀長、男、鉄塔爺さんB、航海長）

2004年
- エリア88（グスタフ・タンヘルム）
- KURAU Phantom Memory（本部長）
- 攻殻機動隊 S.A.C. 2nd GIG（陸幕長）
- せんせいのお時間（みかの父、温泉大王）
- とっとこハム太郎 はむはむぱらだいちゅ!（倉田）
- NARUTO -ナルト-（2004年 - 2005年、博徒、間中道蔵）
- 爆裂天使（タクシー運転手）
- 風人物語（先生A）
- まっすぐにいこう。（第2期）（郁子の父）
- MADLAX（フェリック）
- MAJOR シリーズ（2004年 - 2010年、球団代表、アナウンサー、ボルトン、審判） - 4シリーズ

2005年
- おくさまは女子高生（スリ）
- ガイキング LEGEND OF DAIKU-MARYU（ブライ）
- ガラスの仮面（2005年版）（英介の兄）
- かりん（文緒バイト先店長）
- 強殖装甲ガイバー（パナダイン）
- 銀牙伝説WEED（武蔵）
- 絶対少年（大和の父）
- D.C.S.S. 〜ダ・カーポ セカンドシーズン〜（瀬場）
- 雪の女王（オルセン）

2006年
- 学園ヘヴン BOY'S LOVE HYPER!（久我沼）
- 新星輝デュエル・マスターズ フラッシュ（オウル）
- スパイダーライダーズ 〜オラクルの勇者たち〜（2006年 - 2007年、中隊長） - 2シリーズ
- D.Gray-man（黒の教団・室長B）
- 内閣権力犯罪強制取締官 財前丈太郎（岡村良行）
- 落語天女おゆい（質屋、執事）

2007年
- 怪物王女（ポセイ・どん）
- 風の少女エミリー（ダグラス）
- 地獄少女 二籠（内藤源蔵）
- 流星のロックマン（クラウン）

2008年
- 狂乱家族日記（落語）
- きらりん☆レボリューション STAGE3（フレンドパラダイス司会者）
- 銀魂（ナレーター）
- ゴルゴ13（2008年 - 2009年、実況アナウンサー、ボブ・ミラー）
- TYTANIA -タイタニア-（エストラード・タイタニア）
- BLUE DRAGON 天界の七竜（ヘリウッド）
- まめうしくん（はなしか）
- 薬師寺涼子の怪奇事件簿（飲み屋店員）

2009年
- グイン・サーガ（カンバス）

2010年
- エレメントハンター（カーの父）

2012年
- THE UNLIMITED 兵部京介（ノーマン・グリーン）

2013年
- NARUTO -ナルト- 疾風伝（2013年 - 2014年、老紫、磯撫、分福）

2014年
- ONE PIECE “3D2Y” エースの死を越えて! ルフィ仲間との誓い（モージ）

2016年
- クロムクロ（声、鬼、ゼル）

2019年
- ゾイドワイルド（ドッサ村 村長）
- うちの娘の為ならば、俺はもしかしたら魔王も倒せるかもしれない。（エルディシュテット公爵）
- BORUTO-ボルト- NARUTO NEXT GENERATIONS（磯撫）

### 劇場アニメ
2001年
- 劇場版 幻想魔伝 最遊記 Requiem 選ばれざる者への鎮魂歌（妖将）

2002年
- シックス・エンジェルズ（将軍A）

2006年
- 嘉兵衛の海
- 劇場版 NARUTO -ナルト- 大興奮!みかづき島のアニマル騒動だってばよ（近衛兵）

2010年
- ジュノー（艦長）

2012年
- 神秘の法（国防長官）

2013年
- 名探偵コナン 絶海の探偵（竹川）

2019年
- ONE PIECE STAMPEDE（バジル・ホーキンス、モージ）

### OVA
- 銀河英雄伝説外伝 シリーズ（1998年 - 1999年、帝国軍兵士、暴漢、同盟軍兵士、ヤン・タイロン）- 4シリーズ
- うさぎちゃんでCue!!（2001年）
- フリクリ（2005年、ヤクザB）
- やなせたかしメルヘン劇場 ほしのこルンダ（2008年、ニラメッコおばけ）
- 機動戦士ガンダム THE ORIGIN（2015年 - 2017年、ロジェ・アズナブル） - 2019年に再編集作品『THE ORIGIN 前夜 赤い彗星』テレビ放送

### ゲーム
2001年
- Forget me not -パレット-（黒い帽子の男）
- スパイダーマン（スタン・リー〈ナレーション〉）
- シェンムーII
- マックスペイン（バージニオ・フィニート、フランキー・ナイアガラ）

2002年
- スター・ウォーズ ギャラクティック・バトルグラウンド（ダッシュ・レンダー）

2003年
- スターオーシャン Till the End of Time（ヴィスコム、ベリアル）
- STAR WARS JANGO FETT
- D.C.P.S. 〜ダ・カーポ〜 プラスシチュエーション（瀬場）

2004年
- エースコンバット5 ジ・アンサング・ウォー
- スターオーシャン Till the End of Time ディレクターズカット（ヴィスコム、ベリアル）
- ホーンテッドマンション（海賊、皇帝、胸像リーダー 他）

2005年
- 攻殻機動隊 STAND ALONE COMPLEX -狩人の領域-（チリイ）
- ゴッド・オブ・ウォー（ポセイドン、火葬兵士、ハデス、漁師）
- スター・ウォーズ エピソード3/シスの復讐（シン・ドローリグ 他）
- ゾイドフルメタルクラッシュ（ガイツ少将）
- ソウルキャリバーIII（オルカダン）
- D.C. Four Seasons 〜ダ・カーポ〜 フォーシーズンズ（瀬場）
- 舞-HiME 運命の系統樹（嵯峨野孝也）
- ONE PIECE グラバト! RUSH（モージ）

2006年
- 舞-HiME 運命の系統樹 修羅（嵯峨野孝也）
- .hack//G.U.（ターミナルディスク、番匠屋淳）

2007年
- デストロイ オール ヒューマンズ!（MIBその1、都会のサラリーマン）
- ドラゴンクエストソード 仮面の女王と鏡の塔（力の守護者）
- マブラヴ ALTERED FABLE（帝国軍士官）

2009年
- アサシン クリード II

2010年
- Solatorobo それからCODAへ（ブルーノ・ドンドルマ）
- .hack//Link（番匠屋淳）

2011年
- ONE PIECE ギガントバトル! 2 新世界（バジル・ホーキンス）
- ONE PIECE ワンピーベリーマッチW（バジル・ホーキンス）

2012年
- Kinect ラッシュ: ディズニー/ピクサー アドベンチャー（フランチェスコ・ベルヌーイ）

2013年
- Dragon's Dogma: Dark Arisen
- NARUTO -ナルト- 疾風伝 ナルティメットストーム3（老紫）

2014年
- NARUTO -ナルト- 疾風伝 ナルティメットストームレボリューション（老紫）
- ONE PIECE 超グランドバトル! X（バジル・ホーキンス）
- ONE PIECE ワンピースキングス（モージ）

2015年
- ONE PIECE ワンピースキングス（バジル・ホーキンス）

2016年
- NARUTO -ナルト- 疾風伝 ナルティメットストーム4（老紫）

2020年
- ONE PIECE 海賊無双4（バジル・ホーキンス）
- ブリガンダイン ルーナジア戦記（アルスン）
- ONE PIECE トレジャークルーズ（バジル・ホーキンス）

### ドラマCD
- Apocripha/0 0 Passion Flower（マルコム）
- あらしのよるに（ナレーター）
- ながされて藍蘭島（川大左エ門）
- 東京アンダーグラウンド ドラマCD 第2巻（ナレーション）
- PON!とキマイラ（ロザンナさん）

### BLCD
- かげろうの森（陽瑚の父）
- 手を伸ばせばはるかな海（曾我克鷹）
- ひそやかな情熱（柳厳吾）

### 吹き替え

#### 映画（吹き替え）
- アイス・プリンセス
- アイ,ロボット（広告男性5、隊員6、アナウンス、刑事 他）
- 愛についてのキンゼイ・レポート（アラン・グレッグ〈ディラン・ベイカー〉）
- アウト・オブ・サイト（ハイミー、職員）※テレビ版
- アクトレス
- アニバーサリーの夜に（キャル・ゴールド〈ケヴィン・クライン〉）
- アリゲーター/愛と復讐のワニ人間（クーン）
- アンツ・イン・ザ・パンツ!（フロリアンの父〈シュテファン・ユルゲンス〉）
- イップ・マン 葉問（ウォーレス署長〈チャールズ・メイヤー〉）
- インモラル・シェフ（ニール〈グレン・シャディックス〉）
- インヴィンシブル/栄光へのタッチダウン（マックス・キャントレル〈マイケル・リスポリ〉）
- インサイダー（ロバートソンFBI捜査官〈ネスター・セラーノ〉）
- インソムニア（フレッド・ダガー〈ニッキー・カット〉）※DVD版
- インディ・ジョーンズ/魔宮の伝説（ラオ・チェ〈ロイ・チャオ〉）※WOWOW・BD新録版
- ウィンブルドン（ジェイク・ハモンド〈オースティン・ニコルズ〉）
- ヴァン・ダム IN コヨーテ（ジェシー・ホーガン〈サイラス・ウィアー・ミッチェル〉）
- ヴァン・ダム IN ディレイルド 暴走超特急（ラーズ〈デイトン・キャリー〉）
- エネミー・ライン3 激戦コロンビア（カーター・ホルト特務曹長〈ケン・アンダーソン〉）
- エボリューション（ジョンソン巡査〈パット・キルベイン〉）※日本テレビ版
- エグジット・スピード（ジュリー〈グレゴリー・ジュバラ〉）
- エグゼクティブ・バトル（ディークス〈ロディ・パイパー〉）
- エクソシスト（チャック）※ソフト版
- オズ はじまりの戦い（疑う客）
- おかしな二人（ジェイジェイ〈レックス・リン〉）
- 華氏911
- 壊滅大津波（エドガー・パウエル〈スティーヴン・マクハティ〉）
- 金色の嘘（ブリント〈ロビン・ハート〉）
- キング・オブ・ザ・ヴァンパイア（セイワード〈カイ・ヴィージンガー〉）
- キングダム・オブ・アーク（アロン〈ライナス・ローチ〉）
- クリミナル（リチャード〈ジョン・C・ライリー〉）
- クローサー（チョウ・ルイ〈セク・サウ〉）※ビデオ版
- クライモリ デッド・ビギニング（ライアン〈アーン・マクファーソン〉）
- クンフー・マスター洪煕官（モック総督）
- 刑事ジョン・ルーサー: フォールン・サン（デヴィッド・ロービー〈アンディ・サーキス〉）
- 幻影師アイゼンハイム（ウール警部〈ポール・ジアマッティ〉）
- GOAL!（ウォルター）
- 氷の微笑（ニール〈ダニエル・フォン・バーゲン〉）※DVD版
- ザ・ウォード/監禁病棟（ストリンガー〈ジャレッド・ハリス〉）
- サハラに舞う羽根
- 最低で最高のサリー（ジャック・サージェント〈サム・ロバーズ〉）
- サラマンダー
- 猿の惑星: 創世記（レポーター）
- シー・オブ・ラブ ※テレビ東京版
- JUSTICE 必殺（ローレンス〈デヴィッド・フリン〉）
- ショコラ（セルジュ〈ピーター・ストーメア〉）
- ジュラシック・パーク3（クーパー〈ジョン・ディール〉）
- シャーロット・グレイ（ジャクソン〈ニコラス・ファレル〉）
- ジュディ・ガーランド物語（支配人）
- スリー・トゥ・タンゴ（リック〈リック・ゴメス〉）
- 大統領の執事の涙 ※BSジャパン版
- ダブル -完全犯罪-（デニス・アーチャー / マイルス・スコット〈タイ・ハンガーフォード〉）
- 007 カジノ・ロワイヤル（ディーラー）※テレビ朝日版
- ダーク・ブルー（ピアース〈ジェレミー・スウィフト〉）
- ダンサー・イン・ザ・ダーク（ビル・ヒューストン〈ピーター・ストーメア〉）
- 沈黙の逆襲（トリー・ハリス〈エブ・ロティマー〉）
- 沈黙の奪還（ヴェロス〈イライアス・フェルキン〉）
- D-TOX（コナー〈ショーン・パトリック・フラナリー〉）※DVD版
- ディレイルド 暴走超特急
- テキサス・チェーンソー（ナレーター）
- テキサス・チェーンソー ビギニング（ナレーター）
- トワイライト・オブ・ブラッド（ガント・ホクシー〈スティーヴン・マクハティ〉）
- パーシー・ジャクソンとオリンポスの神々/魔の海（ヘルメス〈ネイサン・フィリオン〉）
- バーバー
- パトリオット ※ソフト版
- バニシング in 60（ユージーン〈ジェリー・ドージラーダ〉）※ビデオ版
- パパってなに?
- バブル・ボーイ（ジミーの父〈ジョン・キャロル・リンチ〉）
- BFG: ビッグ・フレンドリー・ジャイアント（ガブリン）
- ビューティフル・ピープル
- ファイナル・デスティネーション
- ファンタスティック4:ファースト・ステップ[23]
- フライトプラン
- フレネミーズ
- ファイアー・アンド・ソード（ボドビビェンタ〈ヴィクトル・ズボロフスキー〉）
- フレンチ・コネクション 史上最強の麻薬戦争（タニー・ザンパ〈ジル・ルルーシュ〉）
- プセの冒険/真紅の魔法靴（お父さん）
- プロフェシー
- ホーム・アローン3 ※ソフト版
- マーダー・イン・レッド（デビッド・ヴィルケ）
- マーリー2 世界一おバカな犬のはじまりの物語（ハンス）
- マルホランド・ドライブ（ハリー〈ロバート・フォスター〉）
- 未知との遭遇（ロバート〈ランス・ヘンリクセン〉）※ソフト版
- メラニーは行く!
- メン・イン・ブラック2（コーンフェイス〈マイケル・ガーヴェイ〉）※DVD版
- モロッコ（ベシエール〈アドルフ・マンジュー〉）※PDDVD版
- モブスターズ/青春の群像（アントニオ・ルチアーノ〈アンディ・ロマーノ〉）
- 夜になるまえに（クコ・サンチェス〈ショーン・ペン〉）
- 42 〜世界を変えた男〜（レッド・バーバー〈ジョン・C・マッギンリー〉）
- リトル・ランボーズ（ジョシュア〈ニール・ダッジェオン〉）
- REC:レック/ザ・クアランティン（バーナード）
- レッド・ブラスト（ファイゼル〈アドーニ・マロピス〉）
- レディ・ガイ（Dr.ガレン〈トニー・シャルーブ〉）
- レプリコーン 妖精伝説（ボリク王〈ロジャー・ダルトリー〉）
- ロビンソン・クルーソー（ロバート〈ジェームズ・フレイン〉）
- ロスト・ソウルズ（ヘンリー〈ジョン・ディール〉）
- ワイルドシングス3（テオ・ブルーム〈マイケル・マンテル〉）

#### ドラマ
- あなたにムチュー（ハル〈ジム・ピドック〉）
- ER緊急救命室
  - シーズン6 #122（グレッグ〈クリストファー・キャス〉）、#133（ジョー・バークレー〈ブライアン・タランティナ〉）、#135（エマーソン）
  - シーズン9 #193（パッキー〈エドワード・カルネヴァーレ〉）
  - シーズン10 #203（東欧人）
  - シーズン11 #225（モート・フェイヘイ〈ルイス・クルグナリ〉）
  - シーズン12 - 15（ホリス〈クリストファー・アミトラーノ〉）
- NCIS:LA 〜極秘潜入捜査班
- エージェント・オブ・シールド（エリオット・ランドルフ博士〈ピーター・マクニコル〉）
- 救命医ハンク セレブ診療ファイル（ダン）
- キャッスル 〜ミステリー作家は事件がお好き シーズン3（クリスチャン・ダール〈ブレット・カレン〉）
- グレイズ・アナトミー6 恋の解剖学
- 刑事トム・ソーン 声なき目撃者（ケヴィン・トゥアム〈エディ・マーサン〉）
- 刑事トム・ソーン2 臆病な殺人者（ケヴィン・トゥアム〈エディ・マーサン〉）
- 刑事フォイル（イアン・キャンベル〈ダンカン・ベル〉）
- ケネディ家の人びと
- コールドケース7 ザ・ファイナル
- ザ・ソプラノズ 哀愁のマフィア（フィル・レオタルド〈フランク・ヴィンセント〉）
- ザ・ホワイトハウス
- ザ・プラクティス ボストン弁護士ファイル（ブラッドリー・マイケルソン判事〈ロバート・デヴィッド・ホール〉）
- CSI:3 科学捜査班（アウグスト・ハイツ）
- CSI:マイアミ2
- CSI:ニューヨーク3（クレイ・ドブソン〈ジョーイ・ローレンス〉）
- ジェリコ 〜閉ざされた街〜（エリック・グリーン〈ケネス・ミッチェル〉）
- 情熱のシーラ
- スタートレック:エンタープライズ（トレイグ〈ジェフ・コーバー〉）
- スタートレック:ヴォイジャー（アッサン〈パトリック・キルパトリック〉）
- スポットライト
- SCORPION/スコーピオン（リチャード・エリア〈アンディ・バックリー〉）
- 続ハリーズ・ロー 裏通り法律事務所
- ツイン・ピークス The Return（ウィリアム・ヘイスティングス〈マシュー・リラード〉）
- ダナ&ルー リッテンハウス女性クリニック（ロバート・ジャクソン医師〈フィリップ・カスノフ〉）
- 超感覚刑事ザ・センチネル（ジュノの弁護士〈ケヴィン・マクナルティ〉）
- TOUCH/タッチ（ベン）
- デスパレートな妻たち6
- 24VI（ディミトリ・グレデンコ〈ラデ・シェルベッジア〉、イーサン・ケニン〈ボブ・ガントン〉）
- 24リデンプション（チャールズ・ソレンズ〈シーン・マイケル〉、イーサン・ケニン〈ボブ・ガントン〉）
- 24VII（イーサン・ケニン〈ボブ・ガントン〉）
- NIKITA / ニキータ（ローン）
- PERSON of INTEREST 犯罪予知ユニット
- PAN AM/パンナム
- パリの恋人（ジョンハク）
- パワーレンジャー・ライトスピード・レスキュー（クラーク・フェアウェザー）
- ハート・オブ・ディクシー ドクターハートの診療日記（トッド・ゲイニー市長）
- バーン・ノーティス 元スパイの逆襲（アレハンドロ）
- フルハウス（ゲイリー）
- プリズン・ブレイク（フランク・タンクレディ知事〈ジョン・ハード〉）
- ポリティカル・アニマルズ（クレイグ・ファーガソン）
- ボードウォーク・エンパイア 欲望の街（オニール）
- ボディ・オブ・プルーフ2 死体の証言（Dr.デビッド・クライヤー〈クリストファー・カズンズ〉）
- マット・ルブランの元気か〜い?ハリウッド!
- マードック・ミステリー 〜刑事マードックの捜査ファイル〜（バークレー）
- 名探偵モンク7（UFOの愛好家）
- リゾーリ&アイルズ2（フィル）

#### テレビ番組
- アプレンティス4/セレブたちのビジネス・バトル（ジャック、ナレーター）
- UFC登竜門 ジ・アルティメット・ファイター ミドル級ウォーズ（コート・マッギー）

#### アニメ
- アイアンマン（ドレッドナイト）
- おまかせ!プルーデンスおばさん（ウィットロー）
- ガーゴイルズ（ハドソン、バーバンク）
- カーズ2（フランチェスコ・ベルヌーイ）
- カーズトゥーン メーターの世界つくり話（スティンキー）
- きかんしゃトーマス（スペンサー、ノランビー伯爵〈代役〉 他）※テレビ東京、NHK版
  - きかんしゃトーマス 伝説の英雄（スペンサー）
  - きかんしゃトーマス キング・オブ・ザ・レイルウェイ トーマスと失われた王冠（スペンサー）
  - きかんしゃトーマス 走れ!世界のなかまたち（スペンサー）
- くまのアーネストおじさんとセレスティーヌ（クマ裁判長）
- シュレック3（サイクロップス、スティーブ）
- 白雪姫（ファレスト・タートル）
- トムとジェリー
- ドラゴンブースター（コナー・ペイン）
- 2分の1の魔法（ウィルデン・ライトフット[24]）
- ピーターパン 新たなる冒険（フック船長[25]）
- プッカ（ドンキング）
- ポップアップ ミッキー/すてきなクリスマス

### 特撮
1998年
- 星獣戦隊ギンガマン（氷度笠の声）

2000年
- 未来戦隊タイムレンジャー（ジェッカーの声）

2001年
- 仮面ライダーアギト（スコーピオンロード/レイウルス・アクティアの声、ジャガーロード/パンテラス・キュアネウスの声、ジャガーロード/パンテラス・ルベオーの声）
- 仮面ライダーアギトスペシャル 新たなる変身（ビートルロード/スカラベウス・フォルティスの声）

2002年
- 仮面ライダー龍騎（シアゴーストの声、レイドラグーンの声）
- 劇場版 仮面ライダー龍騎 EPISODE FINAL（シアゴーストの声、レイドラグーンの声）

2004年
- 特捜戦隊デカレンジャー（ザブン星人ドン・ブラコの声）

### ラジオドラマ
- NHK-FM 恋する音楽小説「黒い瞳の奥に潜む愛」（2000年） - 朗読
- NHK-FM 青春アドベンチャー
  - 「645・大化の改新青春記」（2001年）

### オーディオドラマ
- 狼と香辛料II（オーラー）※BD特典

### オーディオブック
- 銀河英雄伝説「ダゴン星域会戦記」（バルトバッフェル候ステファン、ビロライネン大将）
- 真田十勇士（真田昌幸、真田使者、昌幸叔父）

### ボイスオーバー
- NHKスペシャル（NHK教育）
  - 日本人はなぜ戦争へと向かったのか（2011年、桑原虎雄、海軍将校）
  - カラーでよみがえる東京 〜不死鳥都市の100年〜（2014年）
  - 幻の山 カカボラジ〜アジア最後の秘境を行く～〜（2015年）
  - 新・映像の世紀
    - 第3集「時代は独裁者を求めた」（2015年12月20日、イギリス首相 ネヴィル・チェンバレン、ドイツ国民）
    - 第4集「世界は秘密と嘘(うそ)に覆われた」（2016年、アドルフ・ヒトラー）

  - マネー・ワールド 資本主義の未来 第3集「巨大格差 その果てに」（2016年）
- 極上美の饗宴（NHK-BSプレミアム）
- グレーテルのかまど（NHK教育）
- コズミックフロント☆NEXT（NHK-BSプレミアム）
- 恋する雑貨（NHK-BSプレミアム）
- フロム・ジ・アース/人類、月に立つ（NHK-BS2）
- 島耕作のアジア新世紀伝（NHK-BS1）
- 世界一受けたい授業（日本テレビ）
- 世界ふれあい街歩き（NHK-BS）
- 世界で一番美しい瞬間（NHK-BSプレミアム）
- 世界遺産 時を刻む（NHK-BSプレミアム）
- 世界 ステーキの旅（NHK教育）
- 生命大躍進 第2集「こうして“母の愛”が生まれた」（2016年、NHK-Eテレ）
- ためしてガッテン（NHK教育）
- ティム・ガンのファッションチェック（NHK教育）
- 超体感!古代モンスター復活ミュージアム（2015年4月27日、NHK教育）
- 日立 世界・ふしぎ発見!（TBS）
- BS世界のドキュメンタリー（NHk-BS1）
  - BS1スペシャル journeys in japan「与那国島 はるかなる西へ」（2017年）
- プレミアムカフェ（NHK-BSプレミアム）
  - シリーズ「巨匠たちの肖像 革命を起こした隠者・セザンヌ」（2010年）
- 本当にあった幸せ物語「私の足をめぐる世にも奇妙な話」（2016年、NHK-BS1）
- 魔法の映画はこうして生まれる〜ジョン・ラセターとディズニー・アニメーション〜（2014年11月24日）
- まるごとSTAR WARS（2015年、NHK教育）

### ナレーション
- NNN Newsリアルタイム（日本テレビ）
- ETV特集「空にいるあなたへ〜岩手・陸前高田“漂流ポスト”〜」（2016年、朗読）
- NHKスペシャル（NHK教育）
  - 二人の首長〜“原発再稼働”に揺れる〜（2014年、朗読）
  - 明治神宮 不思議の森（2016年、朗読）
- 金のA様×銀のA様（日本テレビ）
- サブちゃんと歌仲間（BSジャパン）
- SONGS（2011年8月3日）
- にっぽんの芸能 古典芸能名人列伝（NHK教育）
- 新日曜美術館（NHK教育）
- CHIMPAN NEWS CHANNEL（フジテレビ）
- ハイビジョンニュース（NHK-BS）
- BS世界のドキュメンタリー（NHK-BS1）
  - BS1スペシャル「なぜ日本は焼き尽くされたのか 〜米空軍幹部が語った“真相”〜」（2017年、語り）
- ホセ・ムヒカ 世界でいちばん質素な大統領 特別講演会（2016年、BSスカパー）
- WORLD DOWNTOWN（フジテレビ）
- ハートネットTV（NHK教育）

### テレビドラマ
- 日曜劇場 S -最後の警官-（TBS）
  - 第2話「爆弾魔が銀行襲撃!掲げる信条の激突!」（2014年） - 警察無線の声
  - 第8話「誘拐事件の容疑者はNPS仲間の恋人!」（2014年）

### 映画
- 帰って来た蛍（2008年）
- ミツバチの羽音と地球の回転（2010年） - 声の出演

### 舞台
- 結婚のススメ（座☆スティング）
- 陽だまりの詩（NEOプロジェクト）
- 帰って来た蛍（カートプロモーション）
- クラムド キッチン（ぐる〜ぷSTING）

### テレビ番組
- シャキーン!（NHK-Eテレ）
- ひとりでできるもん!どこでもクッキング（ゴッチ）

### CM
- フォルクスワーゲングループジャパン Golf TV-CM 「夜のディーラー」篇（2012年、カーナビ）